# 堵简
堵简，字无傲，元朝官员，金坛人。
堵简历任中书宣使、金坛县尹。元朝末年，为江浙行省检校官，平章庆童征召为参议。张士诚攻下松江，他跟随庆童攻打张士诚，兵败被擒，不屈而死。善于绘画、诗歌，有诗作传世。